# Liss Pereira
Liseth Johanna Pereira Ordóñez (Sardinata, 18 de mayo de 1986), más conocida como Liss Pereira, es una actriz, comediante y locutora colombiana, popular por su paso por el programa Los comediantes de la noche y por aparecer en algunas películas del director Fernando Ayllón.

## Carrera

### Radio y actriz
Pereira inició su carrera en la radio cuando aún era una adolescente. Estudió comunicación social en la Universidad de Pamplona, Norte de Santander. En el año 2009 decidió trasladarse a la ciudad de Bogotá para continuar con su carrera radial, vinculándose profesionalmente a reconocidas emisoras y programas como La Mega, Radioacktiva, La luciérnaga y Los 40 principales. En Radioacktiva logró reconocimiento principalmente por su personaje de Miguelito, un niño de once años que daba lecciones de fútbol. Ante la acogida que tuvo el personaje, se creó un programa de televisión animado titulado Fútbol ilustrado por Miguelito, el cual fue transmitido por el Canal TR3C3.

### Comedia y actuación
En 2017 se retiró de la radio para enfatizar en su carrera como comediante y actriz. Logró reconocimiento a nivel nacional tras su participación en el programa Los comediantes de la noche, espacio que otorgó notoriedad a otros comediantes como Iván Marín, Ricardo Quevedo y Alejandro Riaño. Afianzada su carrera en el stand-up comedy, Pereira empezó a realizar exitosas giras por toda Colombia, incluso llegando a presentarse en importantes festivales humorísticos internacionales. Destacan entre su repertorio shows de comedia en vivo como Démonos un tiempo, Reteniendo líquidos, Lo que se viene, Venga que sí es pa' eso y 5 minutitos más en vivo.
En 2016 integró el elenco de la serie web 5 minutitos más, producción que contó además con la participación de Iván Marín y Ricardo Quevedo, entre otros comediantes. Disponible en la plataforma YouTube, la serie tuvo una buena respuesta del público, alcanzando millonarias reproducciones. Su asociación con el director Fernando Ayllón inició en 2017, cuando apareció en su película ¿Usted no sabe quién soy yo? 2. Un año después figuró en el largometraje Si saben cómo me pongo ¿pa' qué me invitan? y en 2019 protagonizó El que se enamora pierde, interpretando el papel de Érika.
En 2019 ganó un Premio India Catalina en la categoría "mejor influencer con contenido digital audiovisual" por su participación en la serie web 5 minutitos más. Ese mismo año estrenó en Netflix un especial de comedia titulado Reteniendo líquidos. En 2020 registró una nueva colaboración con Ayllón al protagonizar el largometraje No andaba muerto, estaba de parranda. En 2022 interpretó el papel de Carolina en Socios por accidente.

## Plano personal
Liss tiene una relación sentimental con el actor y comediante Ricardo Quevedo, con quien ha compartido gran parte de sus proyectos como profesional. La pareja tiene un hijo llamado Ignacio, nacido en 2019.

## Televisión
| Año       | Título          | Notas           |
| --------- | --------------- | --------------- |
| 2016      | 5 minutitos más | Blanca de Rocha |
| 2021-2022 | Última hora     | Erika           |

## Filmografía

### Cine
| Año  | Título                                      | Notas               |
| ---- | ------------------------------------------- | ------------------- |
| 2017 | ¿Usted no sabe quién soy yo? 2              | La asistente social |
| 2018 | Si saben cómo me pongo ¿pa' qué me invitan? | Largometraje        |
| 2019 | El que se enamora pierde                    | Érika               |
| 2019 | Reteniendo líquidos                         |                     |
| 2020 | No andaba muerto, estaba de parranda        | Mónica              |
| 2022 | Socios por accidente                        | Carolina            |

### Televisión
| Año  | Título               | Notas                             |
| ---- | -------------------- | --------------------------------- |
| 2014 | Fútbol ilustrado     | Voz, creadora, espacio televisivo |
| 2021 | MasterChef Celebrity | Participante                      |

### Web
| Año             | Título                | Notas                                               |
| --------------- | --------------------- | --------------------------------------------------- |
| 2020-actualidad | Sospechosamente Light | Show de comedia presentado en plataformas digitales |